# White Canvas, Black Hyena
 (octobre 2012).
Pour plus de détails, voir Fiche technique et Distribution.
White Canvas, Black Hyena  est un film documentaire norvégien réalisé par Ole Bernt Frøshaug, sorti en 2003.

## Synopsis
Le peintre Thomas Knarvik a choisi de quitter son refuge d’artiste à Oslo. Il part dresser sa tente au beau milieu de la savane d’Afrique de l’Est, et étend une toile de trente mètres de large. Ce documentaire décrit une rencontre entre un peintre et ses peintures avec les Masaï, pour qui l’art n’est jamais séparé de la vie quotidienne. Le film devient un safari passionnant, mais aussi un film d’art original, une rencontre de cultures surprenante.

## Fiche technique
- Titre : White Canvas, Black Hyena
- Réalisation : Ole Bernt Frøshaug
- Production : Visions AS
- Scénario : Ole Bernt Frøshaug
- Image : Runar Wiik, Ole Bernt Frøshaug, Bård Solhaug
- Son : Lydhodene v/Håkon Lammetun
- Musique : Thomas Sørlie, Andreas Eriksen, Green Isac
- Montage : Jon Endre Mørk
- Genre : film documentaire
- Durée : 53 minutes
- Dates de sortie :